# Xenosmilus hodsonae
Xenosmilus hodsonae és una espècie de mamífer carnívor extint de la família dels fèlids. Visqué durant el Plistocè en allò que avui en dia són els Estats Units. Se n'han trobat restes fòssils a Florida. Es tracta de l'única espècie del gènere Xenosmilus. Era un homoterini de constitució robusta. Malgrat que tenia les «dents de simitarra» típiques dels homoterinis, també presentava un esquelet robust i les potes curtes, com els esmilodontinis, dits igualment «dents de daga. Per aquest motiu, els autors que descrigueren X. hodsonae proposaren un nou ecomorf, els «dents de tallador de galetes», per a aquesta espècie. Fou anomenat en honor de Debra Hodson, muller d'un investigador.